# Ali Kraja
Ali Kraja (ur. 1900 w Szkodrze, zm. 1973) – albański hafiz, publicysta, duchowny i teolog muzułmański.

## Życiorys
Po ukończeniu w 1924 studiów z zakresu fikhu na Uniwersytecie Al-Azhar w Kairze wrócił do Albanii. Proponowano mu przeprowadzkę do Tirany oraz pracę redaktora naczelnego czasopisma Zani i Naltë, jednak Kraja nie przystał na tę propozycję.
Opowiadał się przeciwko władzy Ahmeda Zogu; w latach 30. działał w organizacji Bashkimi Kombёtar oraz wspierał emigrantów politycznych, przez co był aresztowany oraz inwigilowany przez władze. 10 kwietnia został zaproszony do uczestnictwa w posiedzeniu włoskiego parlamentu, gdzie zatwierdzono status Albanii jako włoskiego protektoratu; nie pojawił się jednak na spotkaniu. W następnych latach kontynuował działalność antyfaszystowską, za co latem 1943 roku został internowany w Porto Palermo. Po wyjściu na wolność wzywał do zachowania jedności narodowej; opowiadał się za współpracą duchowieństwa muzułmańskiego i katolickiego w obliczu zagrożenia ze strony komunizmu.
W 1944 roku dążył do utworzenia antykomunistycznego porozumienia, które miałoby utrzymywać kontakty z zachodnimi aliantami. Kraja wzywał ich do lądowania w Szkodrze natychmiast po wycofaniu się z niej wojsk niemieckich, żeby komunistyczna Armia Narodowo-Wyzwoleńcza nie zdążyła zająć miasta. Plan ten nie został zrealizowany, a Kraja przeszedł do podziemia. Udało mu się jednak doprowadzić do porozumienia między Sulçe Bushatim a Gjonem Markagjonim w kwestii działań Komitetu Narodowego w Szkodrze wobec komunistycznych partyzantów, którzy dotarli z południa kraju nad rzekę Drin.
W roku 1947 ujawnił się albańskim komunistycznym władzom z powodu ogłoszenia amnestii przez albańskie władze; został jednak skazany na karę śmierci zamienioną początkowo na dożywocie, następnie obniżoną do 25 lat pozbawienia wolności. Został zwolniony z więzienia w dniu 12 października 1965 roku; nie uczestniczył już w życiu publicznym. W tym samym roku władze skonfiskowały jego domową bibliotekę.
Zmarł w 1973 roku.

## Życie prywatne
W 1931 roku wziął ślub z kobietą o imieniu Zenepja, z którą miał dzieci; żyły one w skromnych warunkach, ponieważ cały majątek rodzinny został skonfiskowany przez albańskie władze komunistycze.

## Publikacje
- A duhet feja? A e pengon ajo bashkimin kombёtar (1934)[2]